# You Lie
«You Lie» (en español: «Mientes») es el título de una canción escrito por Aaron, Brian y Clara Henningsen, y grabada por The Band Perry, un grupo de música country estadounidense. Fue lanzado en enero de 2011 como el tercer sencillo del álbum homónimo de debut de la banda, y su segundo lanzamiento consecutivo para llegar a los diez primeros en la tabla Hot Country Songs.

## Contenido
Narradora de la canción se irrita por la infidelidad y la mentira, el uso de sonrisas para describir sus mentiras de su pareja. En el puente de la canción, ella lanza su anillo de bodas en el río. La canción fue escrita por Aaron, Brian, y Clara Henningsen.

## Video musical
El video musical dirigido por David McClister, el cual fue lanzado en febrero de 2011. El vídeo comienza con una escena gótica americana, una fiesta de compromiso para el narrador (Kimberly Perry). Se muestra a la banda tocando en la mesa, delante de un fondo marrón, y delante de un fondo rojo ajustado. Este video muestra el concursante de Survivor: Redemption Island Matt Elrod.

## Posicionamiento en listas
| Listas (2011)                      | Mejor posición |
| ---------------------------------- | -------------- |
| Estados Unidos (Hot Country Songs) | 2              |
| Estados Unidos (Billboard Hot 100) | 42             |

### Posiciones fin de año
| Listas (2011)                | Posición |
| ---------------------------- | -------- |
| US Country Songs (Billboard) | 5        |